# Brachymyrmex minutus
Brachymyrmex minutus este o specie de furnică din familia Formicidae.